# كينيث ماروني
كينيث ماروني (بالإنجليزية: Kenneth Maronie)‏ (مواليد 4 مارس 1980) هو سبّاح دومينيكي، مثّل بلاده في الألعاب الأولمبية الصيفية 2000.

## روابط خارجية
كينيث ماروني على موقع الاتحاد الدولي للسباحة (الإنجليزية)
- كينيث ماروني على موقع أوليمبيديا (الإنجليزية)